# Cal Marquet (Castellfollit del Boix)
Cal Marquet és una masia del municipi de Castellfollit del Boix (Bages) inclosa en l'Inventari del Patrimoni Arquitectònic de Catalunya.

## Descripció
És una masia de planta baixa, pis i golfes. L'entrada queda tancada per un pati al davant de la façana principal. S'observen dues etapes constructives, una formada pel cos principal de la casa i on hi ha la façana principal i l'altre més antiga o cos posterior de la casa on hi ha un gran contrafort i els murs són menys cuidats. Destaca per l'ús de la pedra en tots els brancals, llindes i ampits de les obertures. La porta principal és d'arc de mig punt amb dovelles. A l'interior, a la planta baixa hi ha parets de pedra de gruix considerable. Recentment s'han fet algunes finestres més grans del que eren. És curiós el petit mur que tanca el pati, de forma semicircular i cobert a dues vessants el qual s'havia utilitzat com a galliner.
Hi ha dates inscrites: a la porta d'entrada de la casa s'hi pot llegir 1779, en una llinda de la façana lateral dreta hi ha la data de 1751 i en la porta que tanca el pati la de 1886.